# Ammocrypta meridiana
Ammocrypta meridiana е вид лъчеперка от семейство Percidae. Видът е незастрашен от изчезване.

## Разпространение
Разпространен е в САЩ.

## Описание
На дължина достигат до 7 cm.
Популацията на вида е стабилна.